# Volksbank Salzburg
Die Volksbank Salzburg eingetragene Genossenschaft ist eine österreichische Regionalbank mit Sitz in der Landeshauptstadt Salzburg. Das Institut beschäftigt an rund 30 Standorten etwa 360 Mitarbeiter. Das Filialnetz umfasst das ganze Land Salzburg sowie Teile der Bundesländer Oberösterreich und Steiermark.

## Wirtschaftliche Daten

### Standorte
Zweigstellen
Zum Jahresende 2017 erreichte das Institut einen Höchststand von 53 Standorten. Einige der Zweigstellen wurden ab 2018 zusammengelegt. Für Herbst des Jahres 2022 wurden 27 Filialen ausgewiesen.
Diese befinden sich in:
- Stadt und Land Salzburg: 21 Filialen
- Oberösterreich, in den Bezirken Gmunden, Vöcklabruck und Braunau am Inn: 4 Filialen
- Steiermark, im Bezirk Liezen: 2 Filialen.[5]

Firmensitz in der Stadt Salzburg
Der Sitz der Volksbank befindet sich in der Salzburger Saint-Julien-Straße 12, an der Ecke Plainstraße. Die Straße ist nach Clemens Graf Saint-Julien-Wallsee benannt. Das Gebäude wurde 1965 eröffnet. Erweiterungen erfolgten 2007 und 2021.

### Bilanzdaten
Für das Geschäftsjahr 2023 veröffentlichte die Volksbank Salzburg eine Bilanzsumme von über 3,08 Milliarden Euro. An Eigenmittel nannte das Institut 341 Millionen Euro und eine Eigenmittelquote von 21 Prozent. Per 31. Dezember 2023 wurden laut Bankangaben 107.836 Kunden in 27 Bankstellen von 352 Mitarbeitern betreut. Das Geschäftsvolumen schilderte der Jahresbericht mit 5,8 Milliarden Euro.

## Geschichte

### Volksbank Salzburg
1938–2015
Die Volksbank Salzburg wurde im August 1938 gegründet. Nach dem Zweiten Weltkrieg lag die Bilanzsumme bei 6 Millionen Schilling. Die erste Filialeröffnung erfolgte 1947 im Stadtteil Maxglan der Landeshauptstadt, bis 1955 steigerte sich die Bilanzsumme auf rund 57 Millionen Schilling. 1956 kam als erste Filiale außerhalb der Stadt, sozusagen als „Landfiliale“, die Zweigstelle Zell am See hinzu. 1965 bezog man die Zentrale in der Saint-Julien-Straße. In den 1970er Jahren gründete das Bankinstitut weitere Zweigstellen im Bundesland. 1980 erreichte die Genossenschaft eine Bilanzsumme von 3 Milliarden Schilling. 1986 vereinigte sich die Volksbank Saalfelden reg.Gen.m.b.H. in Saalfelden mit der Volksbank Salzburg. 1987 folgte die Volksbank Seekirchen Salzburgischer Bauernkredit reg.Gen.m.b.H. in Seekirchen mit der Verschmelzung. Zum 50-jährigen Jubiläum 1988 wurde eine Bilanzsumme von etwa 5 Milliarden Schilling ausgewiesen.
Ebenfalls 1988 eröffnete die Volksbank Salzburg in der Salzkammergut-Stadt Bad Ischl ihren ersten Standort im angrenzenden Bundesland Oberösterreich. Im Jahr 2007 beschäftigte das Bankinstitut 350 Mitarbeiter an 33 Zweigstellen. Die Kundenanzahl lag bei rund 50.000. Direkt von der Firmenzentrale Salzburg aus erfolgte mit einem eigenen Mitarbeiterstab eine verstärkte Bearbeitung des Marktes im Freistaat Bayern. Im April 2012 geschah der Beitritt der Volksbank zum Volksbanken Kreditinstitute-Verbund gemäß Paragraph 30a BWG. Das bedeutet, dass die regionalen Volksbanken und die Spezialinstitute des Volksbanken-Sektors einen Liquiditäts- und Haftungsverbund gebildet haben.
ab 2015
Mit August 2015 erfolgte die Fusion der Volksbank Strasswalchen-Vöcklamarkt-Mondsee mit der Volksbank Salzburg im Zuge des österreichweiten Restrukturierungsmodells „8+2“ (gemeint sind damit 8 Volksbanken und 2 Spezialinstitute). Die Vereinigte Volksbank kann zu diesem Zeitpunkt rund 2,4 Milliarden Euro Bilanzsumme, 40 Geschäftsstellen und 452 Mitarbeiter vorweisen.
Im Oktober 2016 war die Zusammenlegung mit der Volksbank Oberndorf an der Reihe. Die Volksbank Bad Goisern fusionierte am 8. Juli 2017. Die Verschmelzung der Volksbank Steirisches Salzkammergut war mit 22. Juli 2017 beendet. Die neue Volksbank verfügte nach Abschluss aller Verschmelzungen über 115.000 Kunden und rund 480 Mitarbeiter. Von den zum Fusionszeitpunkt bestehenden 53 Geschäftsstellen wurden 2018 einige geschlossen.
Im Mai 2018 vergab der FMVÖ (Finanzmarketingverband Österreich) 27 Preise, die FMVÖ-Awards, an österreichische Versicherungen, Privat- und Genossenschaftsbanken sowie Sparkassen. Einen dieser Preise errang auch die Volksbank Salzburg als Gewinner für die Kategorie „Regionalbanken“.
Im August 2018 wurde in den Medien veröffentlicht, dass der nunmehr 60-jährige Walter Zandanell nach 19 Jahren als Vorstandschef seinen Rücktritt eingereicht hatte. Zu seinem Nachfolger als Vorsitzender wurde Andreas Höll bestellt.

### Frühere Einzelinstitute
Volksbank Strasswalchen-Vöcklamarkt-Mondsee
Die Volksbank Friedburg-Strasswalchen reg.Gen.m.b.H. wurde 1923 in Friedburg gegründet. 2012 erwirtschafteten 43 Mitarbeiter an 6 Zweigstellen eine Bilanzsumme von 192 Millionen Euro. Die Volksbank Vöcklamarkt reg.Gen.m.b.H. bestand seit 1924 in Vöcklamarkt und verschmolz 2001 mit der Volksbank Mondsee in Mondsee zur Volksbank Vöcklamarkt-Mondsee. 2012 lag die Bilanzsumme bei 144 Millionen Euro, 38 Mitarbeiter arbeiteten in 4 Geschäftsstellen. 2014 erfolgte die Fusion zur Volksbank Strasswalchen-Vöcklamarkt-Mondsee e.Gen. mit einer Bilanzsumme von 340 Millionen Euro. 2015 erfolgte der Zusammenschluss mit der Volksbank Salzburg eG.
Volksbank Oberndorf
Den Genossenschaftsvertrag der Volksbank Oberndorf reg.Gen.m.b.H. in Oberndorf bei Salzburg zeichneten die Gründungsgenossenschafter am 4. Dezember 1923. Für das Jahr 2015 wurde eine Bilanzsumme von 119 Millionen Euro ausgewiesen. Per Oktober 2016 erfolgte die Fusion mit der Volksbank Salzburg.
Volksbank Bad Goisern
Die Volksbank Bad Goisern e.Gen. war von 1873 bis 2017 eine selbständige Genossenschaft mit Sitz in Bad Goisern am Hallstättersee. Die 5 Filialen wurden in Bad Goisern am Hallstättersee, Steeg bei Bad Goisern, Hallstatt, Obertraun und Gosau unterhalten, diese befinden sich alle im oberösterreichischen Gerichtsbezirk Bad Ischl beziehungsweise im Inneren Salzkammergut. Am 8. Juli 2017 fusionierte die Volksbank Bad Goisern mit der Volksbank Salzburg. Die ebenfalls im Salzkammergut gelegene Volksbankfiliale Bad Ischl war nicht Teil der Verschmelzung, weil sie zu diesem Zeitpunkt bereits eine Salzburger Filiale war. Die Filiale Bad Ischl wurde 1980 als Standort der Volksbank Steirisches Salzkammergut gegründet und bereits 1988 von dieser an die Volksbank Salzburg übergeben. Die Geschäftsstellen Steeg und Obertraun schlossen im November 2018.
Volksbank Steirisches Salzkammergut
Der Gründungsvertrag der Volksbank Bad Aussee mit Sitz in Bad Aussee im Steirischen Salzkammergut ist auf den 23. Juni 1895 datiert. Mit 23. November 1961 fusionierte die Spar- und Darlehensgenossenschaft Altaussee mit Bad Aussee zur Volksbank Steirisches Salzkammergut reg.Gen.m.b.H. 2016 bilanzierte die Genossenschaft mit rund 241 Millionen Euro und beschäftigte 39 Mitarbeiter. Am 22. Juli 2017 erfolgte die Fusion mit der Volksbank Salzburg.

## Genossenschaftsbank
Es gibt einen Marketing-Auftritt als Volksbank Gruppe, ungeachtet dessen sind alle Genossenschaftsbanken rechtlich selbständig und bilden die Volksbank Primärstufe. Die Banken sind im Besitz ihrer Genossenschafter, die beim Beitritt einen entsprechenden Geschäftsanteil gezeichnet haben. Die grundsätzliche Gründungsidee der Genossenschaftsbewegung war der Gedanke von der Hilfe zur Selbsthilfe laut Schulze-Delitzsch: 

„Was du nicht allein vermagst, dazu verbinde dich mit anderen, die das gleiche wollen.“

Rechtliche Organe einer Volksbanken-Genossenschaft sind der (hauptberufliche) Vorstand, der Aufsichtsrat und die Generalversammlung, letztere ist die Versammlung der Genossenschaftsmitglieder und damit das oberste Willensbildungsgremium gemäß dem österreichischen Genossenschaftsgesetz.

## Trivia
Vor der Novelle des Genossenschaftsgesetzes war für Genossenschaftsbanken und Genossenschaften die Abkürzung reg.Gen.m.b.H für registrierte Genossenschaft mit beschränkter Haftung üblich. Seit der neuen Gesetzeslage wird in Österreich die Bezeichnung eingetragene Genossenschaft verwendet. Die Abkürzung kann jedoch – anders als in Deutschland – variieren, daher wird – auch von Genossenschaftsbanken – neben eG auch eGen und e.Gen. verwendet. Zur Rechtmäßigkeit der abweichenden Abkürzungen liegt seit 2009 ein Urteil des Obersten Gerichtshof vor.